# Histoire de la pomme

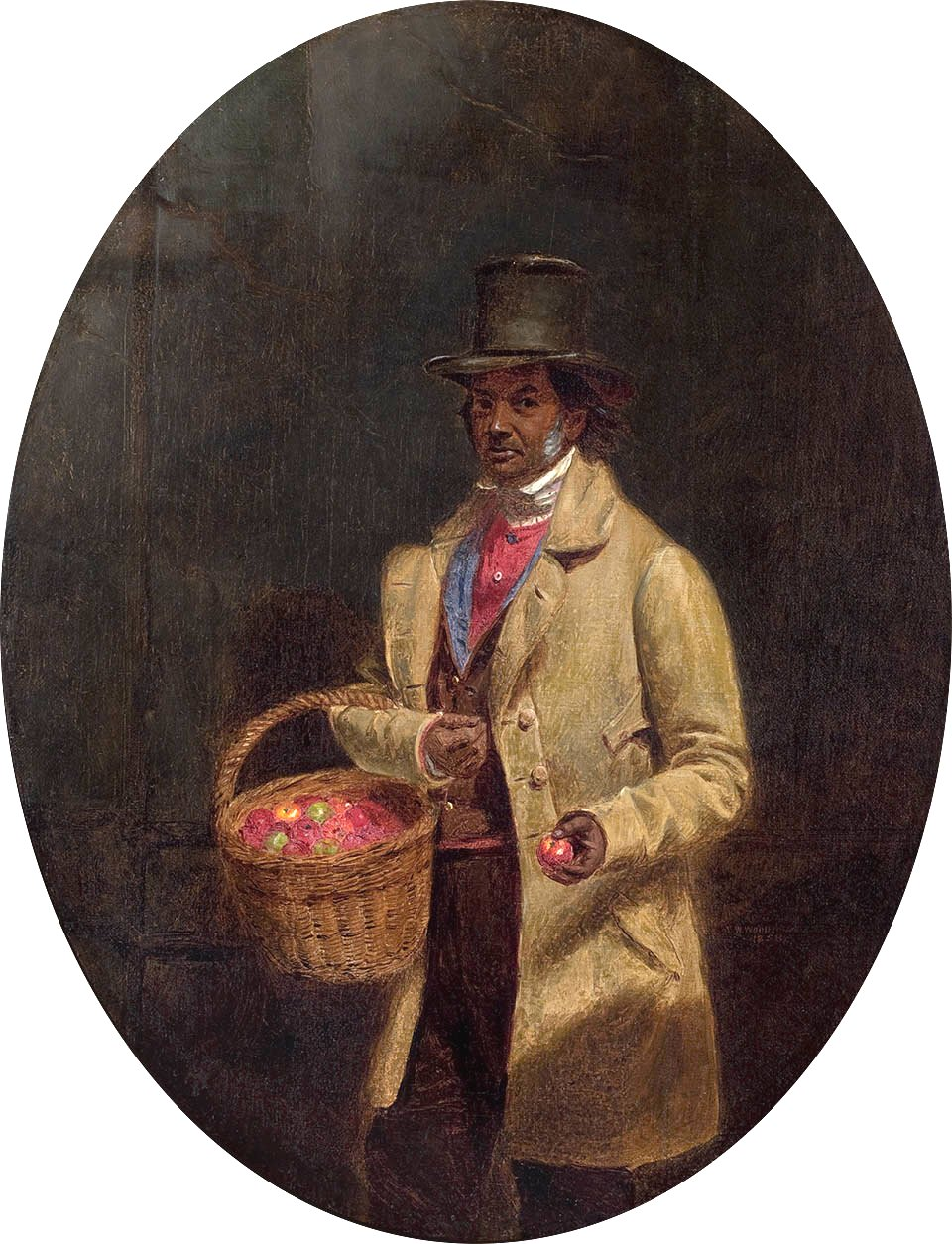
Vendeur de pommes, Thomas Waterman Wood, 1858.

L'histoire de la pomme commence à la préhistoire dans les plateaux d'Asie centrale — la région d'Almaty au Kazakhstan en revendique l'origine — pour parvenir à la pomme domestique (Malus pumila) consommée aujourd'hui, cultigène issu de l'espèce Malus sieversii.

## Préhistoire
La variété la plus ancienne cultivée porte le nom de Malus sieversii dont le génome montre ses origines au Kazakhstan, cette présence est confirmée pour environ 50 millions d'années par une analyse génétique en 2010.
La diffusion de la pomme en Europe coïncide avec l'expansion humaine et l'arrivée de l'agriculture du Néolithique. Des pommes carbonisées datant des XXVIIe et XXVIe siècles av. J.-C. ont été retrouvées aux alentours du lac de Chalain, dans le Jura, en France.[réf. nécessaire]

## Antiquité
La culture de la pomme s’est surtout propagée autour de la Méditerranée. Elle était déjà bien connue des civilisations égyptienne et grecque. Le pommier figure parmi les arbres que fit planter le pharaon Ramsès II (-1304 — -1213) dans son jardin du delta. On parle de la pomme dans les festins olympiens (Homère dans l’Iliade et l’Odyssée, vers 850 av. J.-C.).
Hésiode, poète grec du VIIIe siècle av. J.-C., auteur d’ouvrages Les Travaux et les jours, enseigne les travaux des champs selon les jours et les saisons de l’année. Il parlait déjà de la greffe du pommier[réf. nécessaire].
Palladius, agronome latin vers 450 av. J.-C., dans ses écrits, fait ressortir la grande richesse de l'espèce.
La première pomme célèbre fut celle d’Appius Claudius Caecus (IVe/IIIe siècle av. J.-C.). Cet homme d’État et écrivain romain donna son nom à la pomme appienne (appiana mala) qui, selon André Leroy, est sans parenté avec la pomme d’api.
Puis c'est à Théophraste, philosophe grec en 287 av. J.-C., de décrire 6 variétés de pommes. Caton l'Ancien, grand écrivain latin, dans son livre De re rustica, en -160, sur l’agriculture, ne compte également qu’une demi douzaine de variétés.
Varron (Marcus Terentius Varro) écrivain latin (116/27 av. J.-C.), chargé par César d’organiser la première bibliothèque publique de Rome, rédigea un traité d’économie rurale Rerum rusticarum. Il y indique que chaque région possédait ses pommiers.
Pline l’Ancien (23/79 apr. J.-C.), un siècle plus tard, écrivain et naturaliste romain, auteur de l’Histoire naturelle Naturae Historiarum libri en trente sept volumes, considéré comme le plus illustre apôtre de la science romaine, décrivait dix sept variétés.
Pour les Gaulois, le pommier, mot d’origine celtique, était un arbre sacré comme le chêne, sans doute parce qu'il est souvent chargé de gui sacré vénéré par les druides. Les Celtes, qui envahirent la Gaule au cours du Ier millénaire, appréciaient beaucoup la pomme. Ce fruit représentait un symbole dans leurs traditions. La mythologie celtique associe la pomme au paradis d'Avalon, Merlin enseigne sous un pommier.

## Développement en Normandie

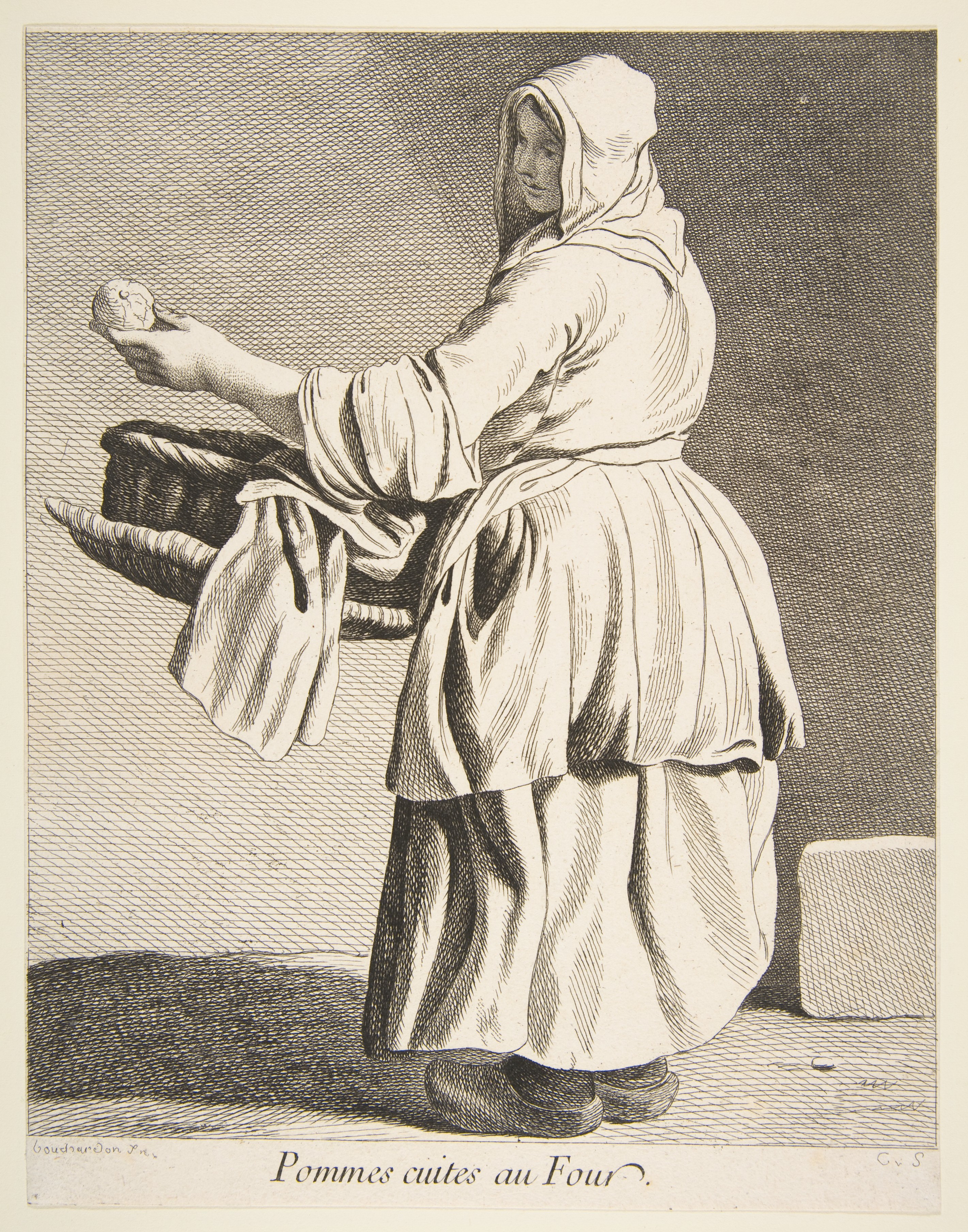
Marchande de pommes au four, dans les rues de Paris, au XVIIIe siècle.

Après le déclin dû aux invasions barbares, comme les Huns, paradoxalement originaires des mêmes régions que la pomme, 32 variétés sont créées entre le VIIIe siècle et le XVe siècle[réf. souhaitée]. Ce renouveau s'effectue principalement en Normandie[réf. souhaitée]. En effet, dès la fin des invasions « vikings » le clergé et la noblesse y encouragent la plantation de pommiers[réf. souhaitée]. Ainsi, avant son annexion par la France en 1204, ce pays est une véritable pépinière de pommiers[réf. souhaitée]. Après son invasion, elle devient le verger de la France[réf. souhaitée]. À partir du XIIIe siècle, l'usage de la poire commence à concurrencer celui de la pomme[réf. souhaitée], aboutissant au XVIe siècle à l'opposition entre la poire, fruit délicat fondant des aristocrates et la pomme, fruit du paysan (coupe-faim dont la mastication sonore rend le fruit grossier).
Au XVIIe siècle, soixante-dix espèces de pommes sont reconnues par Pierre Le Lectier.
À la veille de la Révolution, le catalogue des Chartreux de Paris, ne comptabilisait plus que 42 variétés, la poire étant devenue plus populaire.

## En Amérique
Au Canada, ce sont les premiers colons qui ont introduit le pommier et d’autres arbres fruitiers de la France en Amérique du Nord. Le premier pommier aurait fait son apparition à Port-Royal en Nouvelle-Écosse vers 1610. C'est Louis Hébert, un apothicaire, qui planta un pommier en premier à Québec en 1617. Depuis, la pomiculture s’est solidement implantée au Québec. En 1670, les Jésuites implantèrent des pommiers sur le Mont-Royal à Montréal. Aux États-Unis, c’est par le Mayflower, bateau transportant les pères pèlerins fondateurs de la colonie de Plymouth, au Massachusetts, que le premier pommier gagna l’Amérique, en 1620. Il y a eu plusieurs légendes et croyances autour du pommier et une des plus connues est probablement la légende américaine de « Johnny Appleseed » de son vrai nom, John Chapman. Cet homme, né en 1774, s'était donné une mission : celle de planter, d'élever et de propager les pommiers. Il aurait planté plus de 35 vergers à travers l'Ohio, l'Indiana et l'Illinois. Il se promenait en donnant ses semences de pommes dans l'espoir de voir se multiplier cet arbre à l'infini.

## Révolution industrielle
Pendant tout le XIXe siècle, des échanges entre les pays (France, États-Unis, Belgique, Hollande...) et de nouveaux semis (à Rouen, Oullins près de Lyon, Angers...), renforcent considérablement le nombre de variétés. 550 sont comptabilisées en 1873,.
Avec la révolution industrielle, on assiste au réel début de la productivité pomologique. Les producteurs plus éloignés des centres urbains doivent produire plus de fruits qui supportent mieux le voyage et se conservent plus longtemps. L'urbanisation avec la disparition des vergers autour des villes fait disparaître une multitude de petits producteurs, et un grand nombre de variétés tombent dans l'oubli.
Ce mouvement s'amplifie après la Seconde Guerre mondiale. En effet, pour favoriser la production agricole intensive, des primes d'arrachage sont offertes aux agriculteurs qui détruisent leurs pommiers. En 1960, le Catalogue officiel des espèces et variétés est créé par le Montpellier. Il institue la liste des variétés autorisées à être commercialisées. Une seule pomme française y est classée I et peut entrer dans le circuit classique de la distribution moderne (supérettes, supermarchés, hypermarchés et autres géants de la distribution...). Les autres variétés (11 000 à travers le monde) ne pouvant y entrer ne sont plus cultivées que ponctuellement et par de rares petits producteurs qui disparaissent petit à petit sous la pression économique. La biodiversité semble gravement atteinte.

## Conservation des espèces anciennes
Des associations pomologiques vers la fin des années 1970,, sont créées.
De cette façon, plusieurs centaines de variétés de pommes sont sauvegardées :
- 725 (486 de pommes à couteau, 210 de pommes à cidre et 29 de pommiers à fleurs) dans l'ensemble des 37 vergers conservatoires de Haute-Normandie[11] (plus de 400 dans le Verger Conservatoire de l'Autoroute des Pommiers -A29 en Haute Normandie-, 136 dans le Verger Conservatoire du Jardin des Plantes de Rouen...) ;
- 700 dans le Conservatoire du Centre régional de ressources génétiques de Villeneuve-d'Ascq (région Hauts-de-France) ;
- 280 dans le verger conservatoire de Luçon-Pétré (Vendée) ;
- plus de 200 dans le verger conservatoire du Vernet[12] près de Vichy (Auvergne).

Malgré cela, certaines variétés, cachées dans de petits vergers, ne sont pas recensées ou conservées.

## Recherche agronomique

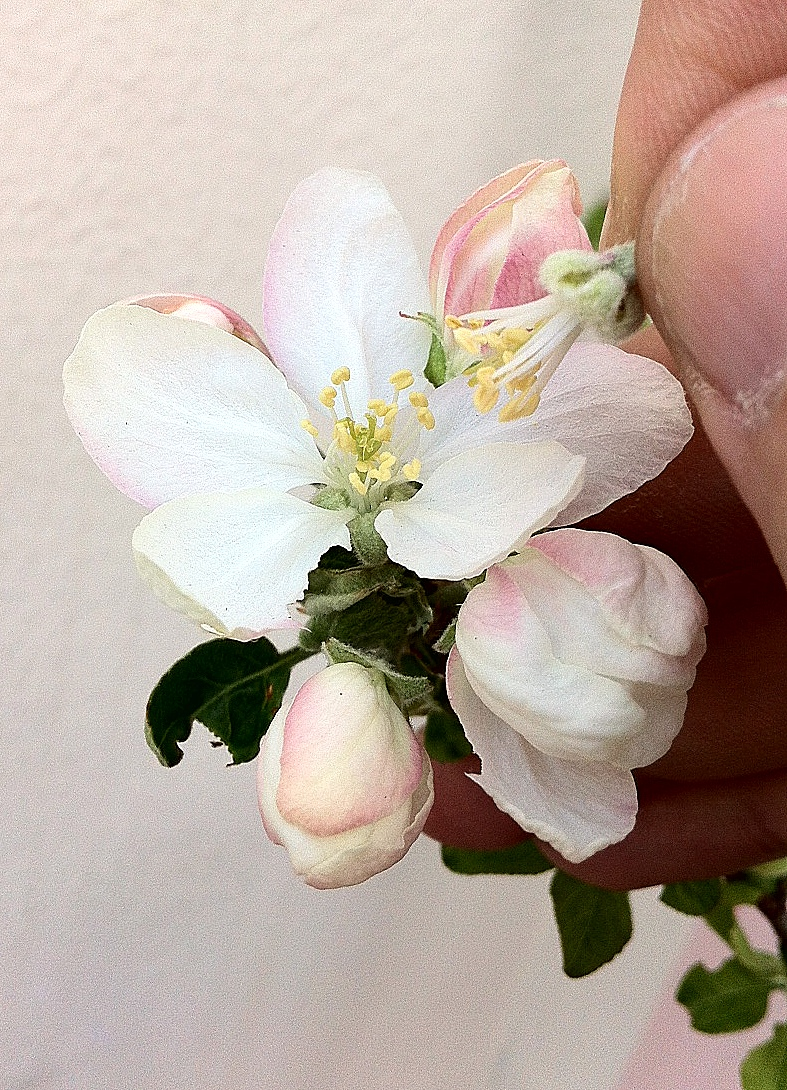
Pollinisation contrôlée d'une fleur de pommier. La pollinisation contrôlée permet de créer des hybrides ayant des qualités spécifiques héritées des deux parents choisis par l'hybrideur.

Depuis que la recherche agronomique a amélioré ses connaissances sur la sexualité et la génétique des plantes, les chercheurs de tous les pays industrialisés tentent d'obtenir par croisement des variétés de plus en plus résistantes aux maladies tout en améliorant les qualités organoleptiques.
Ainsi, la pomme Ariane par exemple, ou plutôt l'hybride X6407 est le fruit de presque 60 ans d'hybridation. En 1943, à l'université de l'Illinois, le docteur Hough croise le Malus floribunda, une espèce de pommier résistant aux races communes de la tavelure du pommier mais produisant de petits fruits immangeables, avec de la Rome Beauty, une variété ancienne de pomme commerciale.
À partir de 1979 et pendant 23 ans, Yves Lespinasse, de l'INRA, croise à son tour d'autres variétés telles que Jonathan, Prima, Golden Delicious avec ce premier croisement pour améliorer ses qualités gustatives et visuelles. En 2002, Ariane est inscrite au catalogue officiel des variétés puis commercialisée.
La publication du génome complet de la pomme ne date que de 2010, mais une partie de ce génome est connu depuis plus longtemps et des projets de pommiers transgéniques sont évoqués ou testés (en laboratoires ou vergers expérimentaux),, dans divers pays (dont en Europe) à partir du milieu des années 1980 et une pomme OGM pourrait être bientôt proposée aux consommateurs aux États-Unis. Une consultation publique a été rouverte en janvier 2014 dans ce pays ou le ministère de l’agriculture américain (USDA) pourrait valider une demande de mise sur le marché de deux variétés transgéniques (Golden et Granny Smith) de pommiers génétiquement modifiés, déposée par une société de biotechnologie canadienne (Okanagan Specialty Fruits dit OSF). Ces pommes seraient alors mises en vente respectivement sous la marque Arctic Apples. Une première consultation publique avait en 2012 mis en avant des inquiétudes pour la santé humaine et l'environnement, écartées par le producteur et le ministère américain qui estime que le risque allergique est nul (au motif que la pomme n'exprimerait pas de nouvelle protéine) et que le risque de pollinisation croisée accidentelle de ces pommiers avec d'autres pommiers domestiques serait faible étant donné que la presque totalité des pommiers de cultures sont des pommiers issu de greffe (assimilé à une forme de clonage). La séquence génétique introduite dans ces deux variétés de pommiers (cultivés à partir de greffes) permet à la chair de cette pomme de ne pas s'oxyder et donc de ne pas brunir quand elle est exposée à l'air et que l'enzyme polyphénol oxydase (PPO) est activée (le brunisement pouvant aussi être combattu par l'aspersion par du jus de citron ou un jus de fruit (l’acide ascorbique a des propriétés antioxydantes), les pommes coupées industriellement peuvent aussi l'être et être stockées sous atmosphère neutre (azote) afin d'éviter l'oxydation, sans ajout de conservateurs.

### Perte de biodiversité
Seuls cinq grands cultivars de pommiers composent le pedigree des principaux cultivars actuels de pommiers : Cox's Orange Pippin, McIntosh, Red Delicious, Golden Delicious et Jonathan.
Juniper et al. (1999) ont constaté que les fruits sauvage et cultivés du Malus sieversii font preuve d'une extrême diversité allant de petites pommes sauvages pratiquement immangeables jusqu'à des fruits assez semblables aux cultivars modernes alors qu'on ignore encore beaucoup de choses sur l'origine et la domestication des pommes actuellement cultivées, malgré les recherches en cours depuis plusieurs décennies,. Selon une étude publiée en 2000, Malus sieversii, trouvé dans la région autonome du Xinjiang en Chine serait fortement apparenté aux espèces aujourd'hui cultivées.
Des études génétiques récentes tendent à prouver que les espèces sauvages ou anciennes sont néanmoins souvent en danger, en particulier en ce qui concerne les ressources génétiques d'Europe centrale (d'où serait originaire Malus sylvestris). En raison des hybridations l'identification des « vrais » pommiers anciens et/ou sauvages est difficile, alors qu'il s'agit d'une condition préalable à la mise en place de stratégies efficaces de conservation de la diversité génétique.

Les analyses d'isoenzymes faites pour décrire la diversité génétique de M. sylvestris au nord de l'Allemagne ainsi que l'étude des isoenzymes de M. sieversii, M. orientalis, M. pumila et M. x domestica (à partir de prélèvements faits sur des feuilles fraîches) laissent penser que M. sieversii a pu jouer un rôle de premier plan dans l'origine de la pomme cultivée.
Il semble aussi qu'il n'y ait pas eu d'introgression de gènes de M. sylvestris dans le patrimoine génétique allemand dans les 10 000 dernières années. Les conclusions d'études de marqueurs génétiques faites en Europe de l'Ouest laissent penser qu'il y a en général - dans ces régions (Belgique/Allemagne) peu de retour de gènes des espèces cultivées vers les pommiers sauvages, mais que cela arrive parfois de manière très significative, mais certains auteurs estiment que les craintes de perte de biodiversité relatives aux nouvelles variétés cultivées ne sont pas fondées.
Concernant les espèces actuellement cultivées, des taux très élevés d’ascendance commune (consanguinité) sont reconnus pour les « pommes modernes » mais ne semblent pas mis en évidence par les études de l'ADN et il existerait encore une large base génétique au sein des populations de pommes cultivées. Hokanson et al (1998), en utilisant les marqueurs du microsatellite S (SSR) ont détecté des écarts importants de variation avec une moyenne de 12,1 allèles par locus sur 66 échantillons de M. domestica en provenance de la collection de gènes du ministère de l’Agriculture (USDA).
Ces résultats suggèrent qu'il existe toujours une certaine diversité parmi les Malus domestica.

### Influence des changements climatiques
En 2013, une étude japonaise montre que les changements climatiques depuis 40 ans diminuent la fermeté et l'acidité des pommes mais augmentent leur taux de sucres.